# 莫沃赞达马尼亚克
莫沃赞达马尼亚克（法語：Mauvezin-d'Armagnac，法語發音：[mov(ə)zɛ̃ daʁmaɲak]，意为“阿马尼亚克的莫沃赞”）是法国朗德省的一个市镇，属于蒙德马桑区。

## 地理
莫沃赞达马尼亚克（43°57'10"N, 0°7'16"W）面积4.68 平方千米，位于法国新阿基坦大区朗德省，该省份为法国西南部沿海省份，是法國本土面积第二大的省，北起吉倫特省，西临大西洋，南至大西洋比利牛斯省，东临热尔省，东北与洛特-加龍省接壤。
与莫沃赞达马尼亚克接壤的市镇（或旧市镇、城区）包括：贝特贝泽达尔马尼亚克、阿马尼亚克堡、拉格朗日。

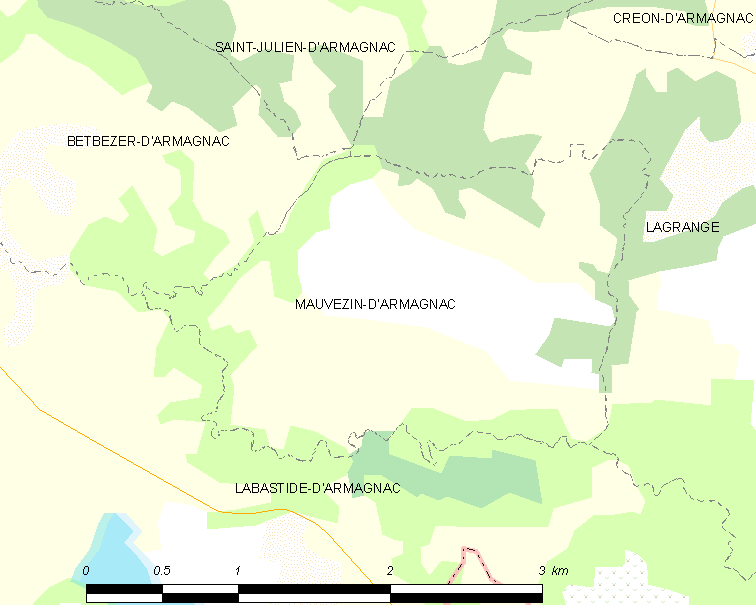
莫沃赞达马尼亚克的OSM定位图

莫沃赞达马尼亚克的时区为UTC+01:00、UTC+02:00（夏令时）。

## 行政
莫沃赞达马尼亚克的邮政编码为40240，INSEE市镇编码为40176。

## 政治
莫沃赞达马尼亚克所属的省级选区为上朗德-阿马尼亚克县。

## 人口

1962-2008年间莫沃赞达马尼亚克人口变化图示

莫沃赞达马尼亚克于2022年1月1日时的人口数量为99人。